# Gentiana makinoi
Gentiana makinoi är en gentianaväxtart som beskrevs av Kusn.. Gentiana makinoi ingår i släktet gentianor, och familjen gentianaväxter. Inga underarter finns listade i Catalogue of Life.